# Patricia Cornwell
Pour les articles homonymes, voir Cornwell.
Œuvres principales
- Série Kay Scarpetta
- Série Judy Hammer et Andy Brazil
- Série Winston « Win » Garano

Patricia D. Cornwell, née Patricia Carroll Daniels le 9 juin 1956 à Miami, en Floride, est une écrivaine américaine de roman policier. Ses livres se sont vendus à plus de cent millions d'exemplaires dans le monde.

## Biographie
Patricia Daniels est une descendante de Harriet Beecher Stowe, auteur de La Case de l'oncle Tom. Elle est née le 9 juin 1956 à Miami. Alors qu'elle a cinq ans, ses parents divorcent. Sa mère, dépressive depuis lors, la confie au célèbre prêcheur Billy Graham. C'est alors un couple de missionnaires qui la recueille et lui inculque une éducation rigoureuse. Elle rêve de briller au tennis et s'entraîne interminablement. Mais elle doit s'arrêter pour raisons de santé, sujette à des crises de boulimie succédant à une période d'anorexie. Dès l'adolescence, elle écrit des nouvelles, qui mettent en scène des personnages et le monde qui les entoure, empreints de violence et de misère. Peu après l'obtention de son diplôme au Davidson College (Caroline du Nord), elle épouse son professeur d'anglais Charles Cornwell le 14 juin 1980. Celui-ci quitte l'enseignement pour devenir pasteur et Patricia commence à écrire une biographie de la femme de Billy Graham. Ils divorcent en 1988.
Elle poursuit sa carrière de journaliste (dans le journal The Charlotte Observer), se spécialisant dans les faits divers criminels et les armes à feu, pour lesquels elle développe un penchant qui lui restera toujours.
Puis, elle occupe un poste d'informaticienne à l'Institut médico-légal de Richmond en Virginie. Elle s'inspire alors de la directrice de la morgue pour créer un personnage du roman qu'elle a décidé d'entreprendre : Kay Scarpetta.
Elle écrit trois livres qui sont tous refusés car jugés médiocres. Son premier roman Postmortem, publié en 1990 (après avoir été refusé par sept éditeurs), met en scène Kay Scarpetta, une femme médecin légiste. Ce livre obtient de nombreux prix anglo-saxons du roman policier : le Dagger Award, le prix Macavity, le prix Anthony et le très envié prix Edgar-Allan-Poe. En 1992, en France, il obtient le prix du roman d'aventures.
Dès lors, Patricia Cornwell s'attache à faire vivre de nombreuses aventures à son héroïne, mais écrit également une autre série en parallèle mettant en scène Judy Hammer, chef de la police d'une petite ville de Caroline du Nord, qui est accompagnée du jeune journaliste Andy Brazil.
Mais, tout en connaissant un fort succès, elle est dépressive et se fait aider par le médicament Prozac tout en buvant énormément. En 1993, elle a un accident de voiture et est obligée de suivre une cure de désintoxication. Ses angoisses sont ensuite traitées par le lithium. C'est également dans cette période qu'elle fréquente les bars gays et a sa première liaison lesbienne. Elle déménage alors à Richmond dans une maison qu'elle transforme en camp retranché, où elle amasse un arsenal domestique et engage une femme garde du corps.
En 2002, elle publie Jack l'Éventreur : affaire classée - Portrait d'un tueur (Portrait of a Killer: Jack the Ripper - Case Closed), ouvrage dont les conclusions « affirment que Jack l'Éventreur était le peintre Walter Sickert. [...] Les spécialistes de l'histoire de ce tueur en série [...] ont contesté fermement cette thèse. ». Cependant, l'expert en tableaux du XIXe siècle Johann Naldi a publié un ouvrage-enquête dans lequel il prétend avoir retrouvé un tableau longtemps disparu venant confirmer la théorie de l'autrice,,,. 
En février 2005, son état de résidence d'alors, le Massachusetts, venant d'autoriser les mariages homosexuels, elle épouse Staci Gruber (en), une neurologue réputée de Harvard.
En octobre 2009, le blog The Daily Beast révèle que le gestionnaire de sa fortune, le cabinet Anchin, lui aurait fait perdre près de 40 millions de dollars.
En 2011, elle fait un caméo dans l'épisode 11 de la saison 7 d’Esprits criminels.

## Œuvre

### SérieKay Scarpetta
1. Postmortem, Librairie des Champs-Élysées, coll. « Le Masque » no 2092, 1992 ((en) Postmortem, 1990), trad. Gilles Berton, 311 p.  (ISBN 2-7024-2255-1)Réédition Éditions des Deux Terres, 2011 (ISBN 978-2-8489-3093-0)
2. Mémoires mortes, Librairie des Champs-Élysées, coll. « Le Masque » no 2120, 1993 ((en) Body of Evidence, 1991), trad. Gilles Berton, 315 p.  (ISBN 2-7024-2327-2)
3. Et il ne restera que poussière..., Éditions du Masque, 1993 ((en) All That Remains, 1992), trad. Gilles Berton, 335 p.  (ISBN 2-7024-2390-6)
4. Une peine d'exception, Éditions du Masque, 1994 ((en) Cruel and Unusual, 1993), trad. Gilles Berton, 360 p.  (ISBN 2-7024-7825-5)
5. La Séquence des corps, Éditions du Masque, 1995 ((en) The Body Farm, 1994), trad. Dominique Dupont-Viau, 388 p.  (ISBN 2-7024-7827-1)
6. Une mort sans nom, Éditions du Masque, 1996 ((en) From Potter's Field, 1995), trad. Hélène Narbonne, 414 p.  (ISBN 2-7024-7828-X)
7. Morts en eaux troubles, Calmann-Lévy, coll. « Crime », 1996 ((en) Cause of Death, 1996), trad. Hélène Narbonne, 348 p.  (ISBN 2-7021-2683-9)
8. Mordoc, Calmann-Lévy, coll. « Crime », 1997 ((en) Unnatural Exposure, 1997), trad. Hélène Narbonne, 322 p.  (ISBN 2-7021-2818-1)
9. Combustion, Calmann-Lévy, coll. « Crime », 1999 ((en) Point of Origin, 1998), trad. Hélène Narbonne, 348 p.  (ISBN 2-7021-2949-8)
10. Cadavre X, Calmann-Lévy, coll. « Crime », 2000 ((en) Black Notice, 1999), trad. Hélène Narbonne, 416 p.  (ISBN 2-7021-3092-5)
11. Dossier Benton, Calmann-Lévy, coll. « Crime », 2001 ((en) The Last Precinct, 2000), trad. Hélène Narbonne, 494 p.  (ISBN 2-7021-3188-3)
12. Baton Rouge, Calmann-Lévy, coll. « Crime », 2004 ((en) Blow Fly, 2003), trad. Hélène Narbonne, 439 p.  (ISBN 2-7021-3415-7)
13. Signe suspect, Éditions des Deux Terres, 2005 ((en) Trace, 2004), trad. Andrea H. Japp, 506 p.  (ISBN 2-84893-016-0)
14. Sans raison, Éditions des Deux Terres, 2006 ((en) Predator, 2005), trad. Andrea H. Japp, 448 p.  (ISBN 2-84893-028-4)
15. Registre des morts, Éditions des Deux Terres, 2008 ((en) Book of the Dead, 2007), trad. Andrea H. Japp, 467 p.  (ISBN 978-2-84893-051-0)
16. Scarpetta, Éditions des Deux Terres, 2009 ((en) Scarpetta, 2008), trad. Andrea H. Japp, 503 p.  (ISBN 978-2-84893-064-0)
17. L'Instinct du mal, Éditions des Deux Terres, 2010 ((en) The Scarpetta Factor, 2009), trad. Andrea H. Japp, 501 p.  (ISBN 978-2-84893-082-4)
18. Havre des morts, Éditions des Deux Terres, 2011 ((en) Port Mortuary, 2010), trad. Andrea H. Japp, 441 p.  (ISBN 978-2-84893-087-9)
19. Voile rouge, Éditions des Deux Terres, 2012 ((en) Red Mist, 2011), trad. Andrea H. Japp, 456 p.  (ISBN 978-2-84893-112-8)
20. Vent de glace, Éditions des Deux Terres, 2013 ((en) The Bone Bed, 2012), trad. Andrea H. Japp, 407 p.  (ISBN 978-2-84893-135-7)
21. Traînée de poudre, Éditions des Deux Terres, 2014 ((en) Dust, 2013), trad. Andrea H. Japp, 477 p.  (ISBN 978-2-84893-169-2)
22. Monnaie de sang, Éditions des Deux Terres, 2015 ((en) Flesh and Blood, 2014), trad. Andrea H. Japp, 455 p.  (ISBN 978-2-84893-215-6)
23. Inhumaine, Éditions des Deux Terres, 2016 ((en) Depraved Heart, 2015), trad. Andrea H. Japp, 480 p.  (ISBN 978-2-84893-241-5)
24. Chaos, Éditions des Deux Terres, 2017 ((en) Chaos, 2016), trad. Andrea H. Japp, 432 p.  (ISBN 978-2-84893-260-6)
25. Autopsie, Lattès, 2022 ((en) Autopsy, 2021), trad. Dominique Defert
26. Livide, Lattès, 2023 ((en) Livid, 2022), trad. Dominique Defert
27. Morts suspectes, Lattès, 2024 ((en) Unnatural Death, 2023), trad. Dominique Defert
28. Identité inconnue, Lattès, 2025 ((en) Identity Unknown, 2024), trad. Dominique Defert

### SérieJudy Hammer et Andy Brazil
1. La Ville des frelons, Calmann-Lévy, coll. « Crime », 1998 ((en) Hornet's Nest, 1997), trad. Dominique Defert, 392 p.  (ISBN 2-7021-2910-2)
2. La Griffe du Sud, Calmann-Lévy, coll. « Crime », 1999 ((en) Southern Cross, 1999), trad. Jean Esch, 384 p.  (ISBN 2-7021-3027-5)
3. L'Île des chiens, Calmann-Lévy, coll. « Crime », 2002 ((en) Isle of Dogs, 2001), trad. Jean Esch, 442 p.  (ISBN 2-7021-3244-8)

### SérieWinston «Win» Garano
1. Tolérance zéro, Éditions des Deux Terres, 2007 ((en) At Risk, 2006), trad. Jean Esch, 185 p.  (ISBN 978-2-84893-045-9)
Adaptation pour la télévision en 2010.
2. Trompe-l'œil, Éditions des Deux Terres, 2009 ((en) The Front, 2008), trad. Jean Esch, 192 p.  (ISBN 978-2-84893-069-5)
Adaptation pour la télévision en 2010.

### SérieCapitaine Chase
1. Quantum ((en) Quantum, Jean-Claude Lattès, 2020)
2. Orbite, Jean-Claude Lattès (2021)

### Ouvrages indépendants
- (en) A Time for Remembering - The Story of Ruth Bell Graham, 1983Réédition sous le titre Ruth, A Portrait : The Story of Ruth Bell Graham en 1997
- (en) Scarpetta's Winter Table, 1998
- (en) Life's Little Fable, 1998Ouvrage pour enfants
- Crimes et Délices : la cuisine de Kay Scarpetta, Calmann-Lévy, 2002 ((en) Food to Die For: Secrets from Kay Scarpetta's Kitchen, 2002), trad. Sylvie Girard, 185 p.  (ISBN 2-7021-3338-X)Écrit avec Marlene Brown.
- Jack l'Éventreur : affaire classée - Portrait d'un tueur, Éditions des Deux Terres, 2003 ((en) Portrait of a Killer: Jack the Ripper - Case Closed, 2002), trad. Jean Esch, 460 p.  (ISBN 2-84893-000-4)
- (en) Chasing the Ripper, 2014
- (en) Ripper : The Secret Life of Walter Sickert, 2017

### Sources
- Claude Mesplède, Dictionnaire des littératures policières, vol. 1 : A - I, Nantes, Joseph K, coll. « Temps noir », 2007, 1054 p. (ISBN 978-2-910686-44-4, OCLC 315873251), p. 480-481.
- Jean Tulard, Dictionnaire du roman policier : 1841-2005. Auteurs, personnages, œuvres, thèmes, collections, éditeurs, Paris, Fayard, 2005, 768 p. (ISBN 978-2-915793-51-2, OCLC 62533410), p. 174.